# Sylvicola luteatus
Sylvicola luteatus är en tvåvingeart som först beskrevs av Edwards 1923.  Sylvicola luteatus ingår i släktet Sylvicola och familjen fönstermyggor. Inga underarter finns listade i Catalogue of Life.